# Walerian Majkow

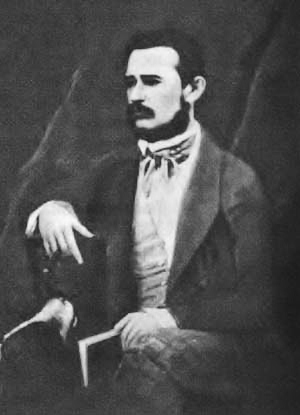

Walerian Nikołajewicz Majkow (ros. Валериа́н Никола́евич Ма́йков, ur. 9 września 1823 w Moskwie, zm. 27 lipca 1847 w miejscowości Nowoje Pietiergowskoje w guberni petersburskiej) – rosyjski krytyk literacki i publicysta.
Był bratem poety Apołłona. Początkowo związał się z kółkiem pietraszewców, w 1846 został głównym krytykiem literackim pisma "Otieczestwiennyje zapiski". Był związany z naturalną szkołą, pisał prace o Kolcowie, Gogolu i Dostojewskim i współtworzył słownik "Karmannyj słowar' inostrannych słow" (wydanego 1845-1846 w dwóch częściach), który popularyzował materialistyczny światopogląd i postępowe idee społeczno-polityczne.